# Claude Choules
Claude Choules (n. 3 martie 1901 - d. 5 mai 2011) a fost ultimul veteran din lume de pe urma Primului Război Mondial și cea mai în vârstă persoană ce a trăit în Australia.